# 1997 EK35
1997 EK35 är en asteroid i huvudbältet som upptäcktes den 4 mars 1997 av LINEAR i Socorro County, New Mexico.
Asteroiden har en diameter på ungefär 5 kilometer och den tillhör asteroidgruppen Levin.